# カエル少年事件
座標: 北緯35度51分51.63秒 東経128度31分14.53秒 / 北緯35.8643417度 東経128.5207028度
カエル少年事件（カエルしょうねんじけん、朝鮮語: 개구리 소년 사건）は、大韓民国大邱広域市達西区に住んでいた5人の小学生が1991年3月26日に失踪した事件である。2010年代半ばまでは華城連続殺人事件、イ・ヒョンホ誘拐殺人事件
と合わせて、韓国三大未解決事件と称されていた。
事件直後から警察や軍を動員して捜索活動が行われたが、2002年に白骨死体として発見されるまで全く捜査の糸口が掴めず、虚偽の通報や（臓器売買目的などの）荒唐無稽な噂にも振り回される結果となった。
初期報道時の誤報である「カエルを採りに行く」（正しくはサンショウウオの卵）という最後の言葉が脚光を浴びたことから、失踪小学生は通称「カエル少年（개구리 소년、ケグリ ソニョン）」と呼ばれている。

## 事件の概要
1991年3月26日、大邱の城西（ソンソ）国民学校（小学校）に通っていた5人は、「臥竜山にサンショウウオの卵を採りに行く」と家を出たきり戻って来なかったため、親たちは失踪届を出した。ただし、当日は地方選挙と重なったため捜索に人員を割くことができず、単純な家出と判断した初動ミスもあり、綿密な捜査は行われなかった。
その後も必死の捜索活動にもかかわらず失踪小学生の行方は杳（よう）として知れなかった。韓国国民の関心も高く、1992年11月に映画『帰ってこいカエル少年
（原題：돌아오라 개구리 소년）』が製作されるなど、マスコミもこぞって取り上げる注目の高い事件となった。最終的に、総額4200万ウォンの懸賞金がかけられる事態にまで発展した。
11年後の2002年9月26日に、臥竜山（標高300m）中腹の未捜索地帯の渓谷にドングリ拾いにきた地元民の通報がきっかけで、石で覆われた土中から5体の白骨死体が衣類と靴とともに発見された。
検死の結果、一部の遺体に頭蓋骨陥没・肋骨の創傷・腕骨の亀裂骨折が確認された事から、慶北大学法医学班は打殺と断定。低体温症による自然死と落石による遺体損傷であると早々に結論づけた警察発表と食い違う結果となった。
遺体が発見された現場付近には陸軍の射撃場があり、相当数の弾頭や実弾が発見されたことから、軍の関与が疑われて捜査が開始されたが、事件当日は平日投票にともなう休日のため射撃訓練は行われておらず、既に11年という時間の経過もあり捜査はほとんど進展しないまま、2006年3月25日24時に時効が成立した。

## その後
2011年に、本事件を基にした映画『カエル少年失踪殺人事件（原題：아이들...、直訳：子供たち）』が製作された。
2019年9月に発見現場を訪れた閔鉀龍警察庁長官が再捜査に着手することを表明。
三十周忌を迎えた2021年3月26日、大邱市により臥竜山麓に慰霊碑が建立された。
2022年5月に国民日報の担当記者が回顧録を出版。当時の捜査課長がインタビューに答える形で改めて事故説を主張した。また、同時期にインターネット掲示板に書き込まれたノギス凶器説と接着剤吸引による幻覚を発現した不良少年グループ犯人説が話題となり、メディアが専門家を交えて検証するなど高い注目を集め続けている。